# Aechmea seidelii
Aechmea seidelii är en gräsväxtart som först beskrevs av Elton Martinez Carvalho Leme, och fick sitt nu gällande namn av Lyman Bradford Smith och Michael A. Spencer. Aechmea seidelii ingår i släktet Aechmea och familjen Bromeliaceae. Inga underarter finns listade i Catalogue of Life.